# اریش هرکر
اریش هرکر (آلمانی: Erich Herker؛ ۲۵ سپتامبر ۱۹۰۵ – ۲ سپتامبر ۱۹۹۰) بازیکن هاکی روی یخ اهل آلمان بود.